# ...We Like Digging?
...We Like Digging? è il primo album in studio del gruppo musicale statunitense Kara's Flowers (in seguito noti come Maroon 5, pubblicato nel 1994 dalla Reprise Records.

## Tracce
1. Peeler – 4:41
2. Give Me Love – 4:14
3. Mental Mind Fuck – 4:35
4. Stable – 4:17
5. Ray Pim – 2:48
6. Leave a Message – 6:14
7. Miner – 5:01
8. Dame Cabeza – 4:26
9. Clomb – 2:08
10. Genius – 5:29
11. Untitled – 12:58

## Formazione
Gruppo
- Adam Levine – voce, chitarra
- Jesse Carmichael – chitarra, voce
- Michael Madden – basso
- Ryan Dusick – batteria, percussioni

Produzione
- Noah B. Dante Gershman – produzione